# Frenètic
Frenètic (títol original en anglès, Frantic) és una pel·lícula estatunidenca i francesa dirigida per Roman Polanski, estrenada l'any 1988.	Ha estat doblada al català.

## Argument
L'assistència a una conferència a París li brinda al doctor Richard Walken i a la seva dona l'oportunitat de reviure la seva lluna de mel. Però, només instal·lar-se a l'habitació de l'hotel, la seva dona desapareix misteriosament. Tot sol, en un país desconegut l'idioma ignora, Walken la buscarà desesperadament. L'única pista que té és un número de telèfon apuntat en una caixa de llumins, però, a partir d'aquí, la trama s'anirà complicant fins a esdevenir un autèntic malson.

## Repartiment
- Harrison Ford: doctor Richard Walker
- Betty Buckley: Sondra Walker
- Emmanuelle Seigner: Michelle
- Djiby Soumare: el taxista
- Dominique Virton: el recepcionista
- Gérard Klein: Gaillard
- Jacques Ciron: director del Grand Hôtel
- Louise Vincent: un turista
- Patrice Melennec: el detectiu del Grand Hôtel
- Joëlle Lagneau: la florista
- Jean-Pierre Delage: el florista
- Dominique Pinon: Wino, el captaire
- Yves Rénier: l'inspector
- Yorgo Voyagis: el revisor
- Marc Dudicourt: el propietari del cafè
- Thomas M. Pollard: Rastafarian
- Laurent Spielvogel: un portador
- Marcel Bluwal: l'home a tweed
- Artus de Penguern: servent